# Bezděkov (Loket)
Bezděkov (německy Besdiekau) je malá vesnice, část obce Loket v okrese Benešov. Nachází se asi 5 km na severovýchod od Lokte. Prochází zde silnice II/150. V roce 2009 zde bylo evidováno 24 adres.
Bezděkov leží v katastrálním území Bezděkov u Dolních Kralovic o rozloze 5,56 km².

## Historie
První písemná zmínka o vesnici pochází z roku 1544.
V letech 1850–1950 byla vesnice součástí obce Dolní Kralovice, v letech 1961–1979 součástí obce Všebořice a od 1. ledna 1980 součástí obce Loket.
Do dnešního katastrálního území Bezděkov u Dolních Kralovic spadá též zatopené území bývalých Horních Kralovic, což byla pravobřežní část bývalých Dolních Kralovic.

## Fotogalerie

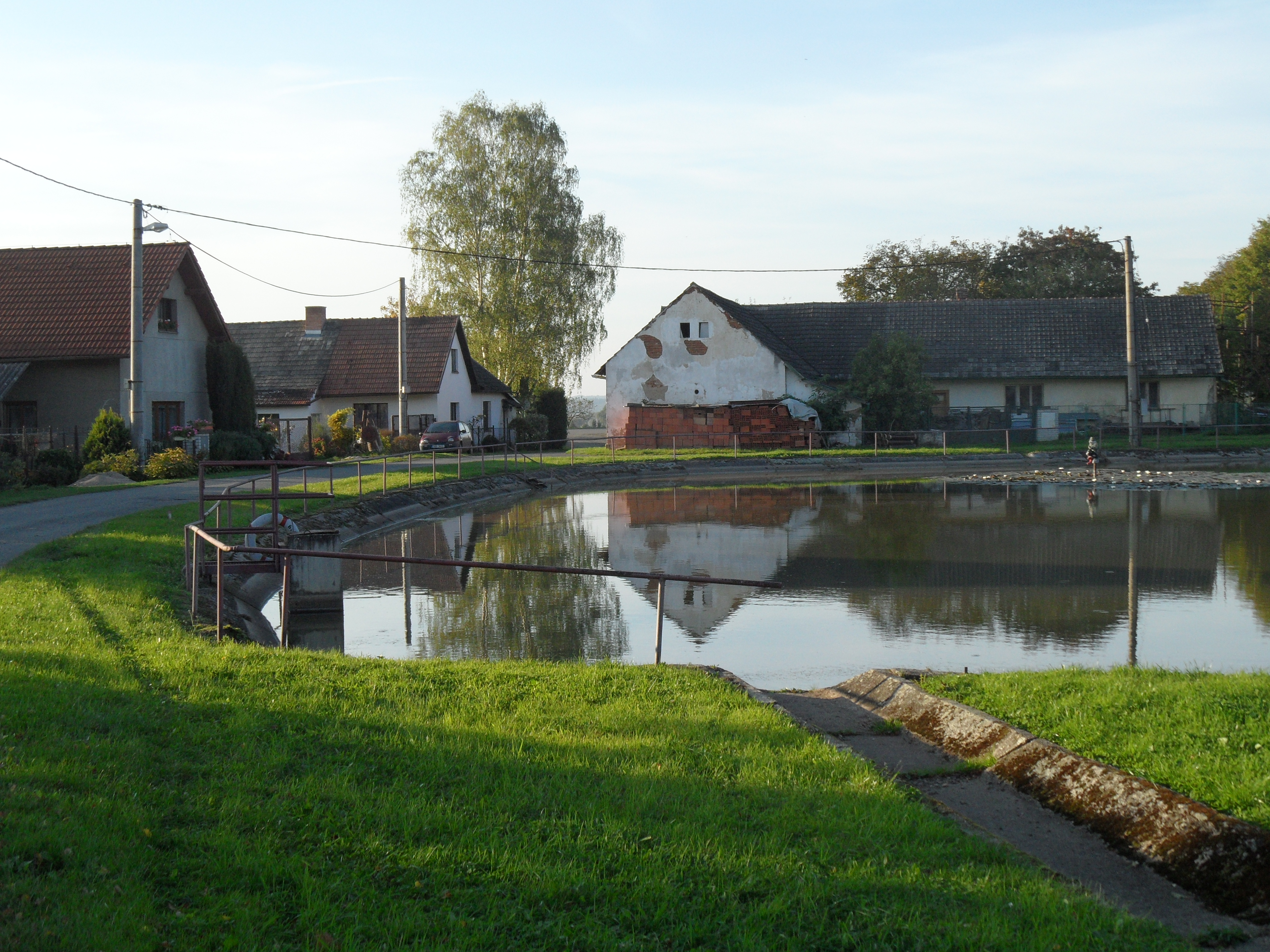
Domy okolo rybníka
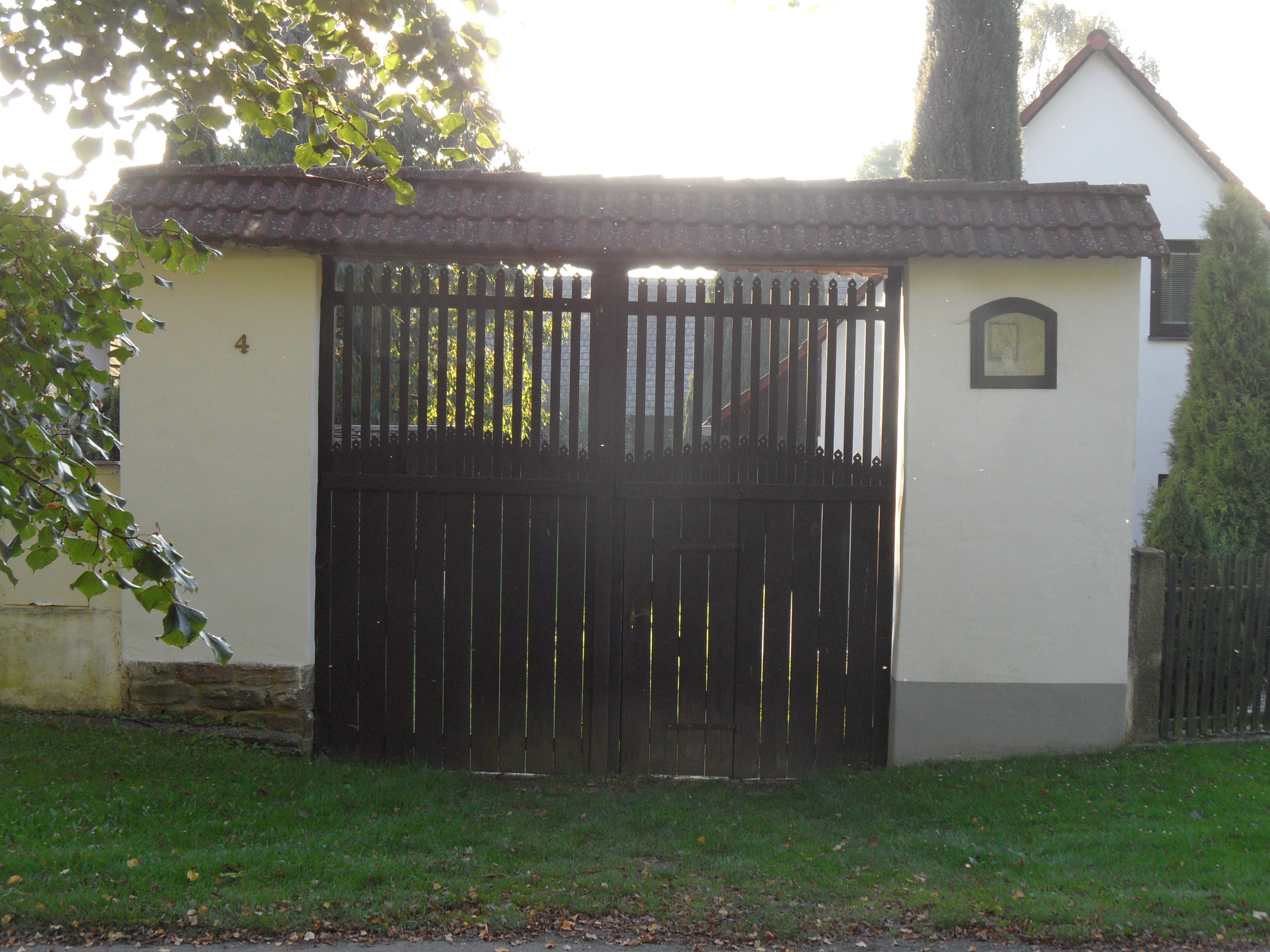
Brána s výklenkem
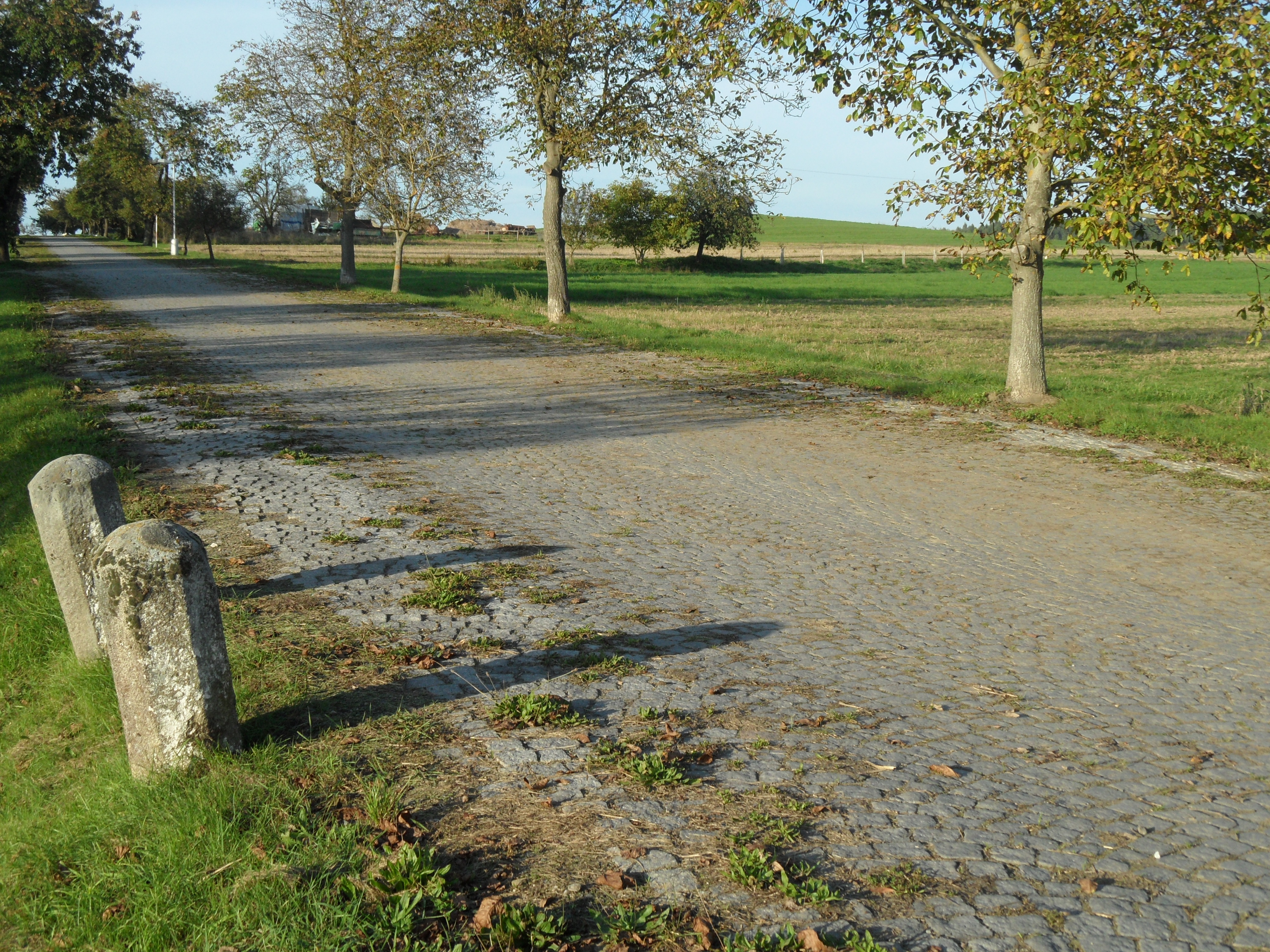
Stará silnice
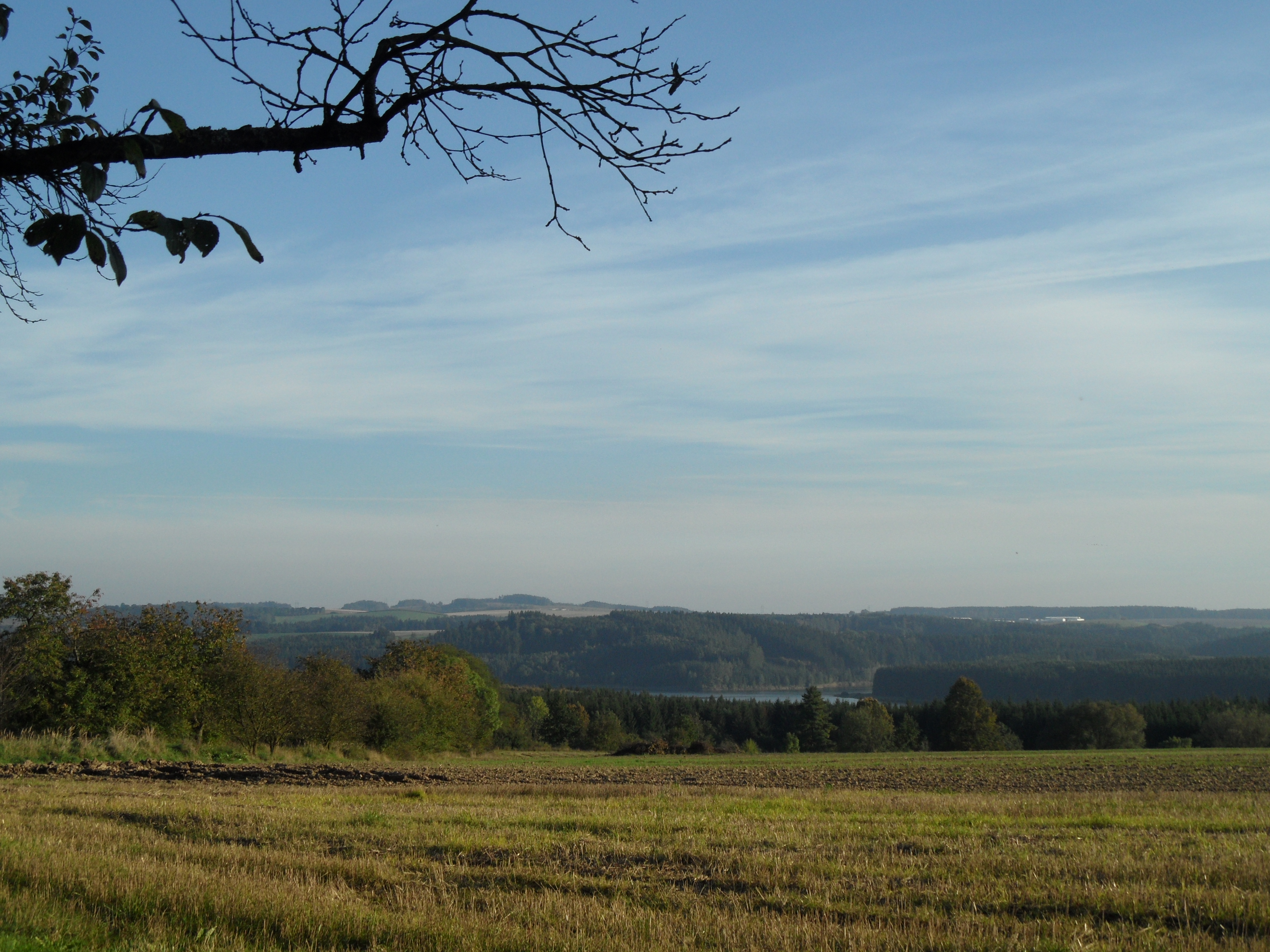
Výhled na Želivku